# Lisbeth Korsmo-Berg
Lisbeth Korsmo-Berg (* 14. Januar 1948 in Oslo; † 22. Januar 2017) war eine norwegische Eisschnellläuferin.
Korsmo-Berg trat 1968 erstmals bei Olympischen Winterspielen an. In Grenoble erreichte sie über die Strecken 500, 1000, 1500 und 3000 Meter die Plätze 11, 13, 17 und 16. Bei ihrer zweiten Olympiateilnahme 1972 belegte sie über 500 und 1500 Meter jeweils den 19. Platz und über 1000 Meter Rang 22. Ihre erfolgreichsten Winterspiele erlebte Korsmo-Berg 1976 in Innsbruck, als sie über 1500 Meter den vierten Platz belegte und über 3000 Meter die Bronzemedaille gewann. Sie war damit die erste Norwegerin, welche eine olympische Medaille im Eisschnelllauf gewinnen konnte. Bei ihrer vierten und letzten Olympiateilnahme 1980 belegte sie die Plätze 14 und 20 in den Rennen über 1500 Meter und 3000 Meter.
Korsmo-Berg konnte außer der Bronzemedaille keine weiteren Medaillen bei internationalen Großereignissen gewinnen, obwohl sie sich mehrfach unter den Top Ten platzierte. Ihr erfolgreichstes Jahr war dabei 1971, als sie sowohl bei der Mehrkampfweltmeisterschaft als auch bei der Mehrkampfeuropameisterschaft den fünften Platz erreichte und bei der Sprint-WM Sechste wurde.
Des Weiteren gewann Korsmo-Berg sieben nationale Meistertitel im Mehrkampf (1971, 1972, 1974–1978) und sechs Titel im Sprint (1971, 1974–1978). Außerdem trat sie im Radsport an und gewann 1981 die nationalen Straßenradmeisterschaften.
Korsmo-Berg wurde für ihre Leistungen in Eisschnelllauf mit dem Porsgrunds Porselænsfabriks Ærespris ausgezeichnet.

## Persönliche Bestzeiten
| Strecke | Zeit        | Datum            | Ort      |
| ------- | ----------- | ---------------- | -------- |
| 0500 m  | 43,00 s     | 12. Februar 1977 | Keystone |
| 1000 m  | 1:28,28 min | 13. März 1976    | Inzell   |
| 1500 m  | 2:14,33 min | 12. Februar 1977 | Keystone |
| 3000 m  | 4:43,97 min | 13. März 1976    | Inzell   |